# Segonzac (Dordogne)
Segonzac is een gemeente in het Franse departement Dordogne (regio Nouvelle-Aquitaine) en telt 213 inwoners (2005). De plaats maakt deel uit van het arrondissement Périgueux.

## Geografie
De oppervlakte van Segonzac bedraagt 3,9 km², de bevolkingsdichtheid is 54,6 inwoners per km².
De onderstaande kaart toont de ligging van Segonzac (Dordogne) met de belangrijkste infrastructuur en aangrenzende gemeenten.

## Demografie
Onderstaande figuur toont het verloop van het inwonertal (bron: INSEE-tellingen).